# 基督教福音宣教會
基督教福音宣教會（韓語：기독교복음선교회，亦稱攝理教）是1980年代起源於韓國首爾的新興宗教，由鄭明析創立，總部位於忠清南道錦山郡月明洞。該教會又稱為耶穌晨星教會（Jesus Morning Star，JMS），其英文縮寫與教會領袖鄭明析姓名相同。該組織傳教活動遍布70多個國家，成員以大學生為主，但因領袖鄭明析性侵女性等犯罪問題被多個韓國基督教派和國際媒體認定是偽宗教及邪教組織。

## 名稱
基督教福音宣教會又名「耶穌晨星教會」（JMS），由於其禮拜時經常提及華人教會較少說到的單字「神的攝理」，因此中文媒體以「攝理教會」或「攝理教」稱呼該團體，日文媒體同樣稱之為「攝理」（日語：摂理），英文媒體則以韓文「攝理」對應的英語「Providence」或日語「攝理」的英語拼音「Setsuri」稱之。
中文的「攝理」一詞源自於《左傳》，該書昭公十四年：「士景伯如楚，淑魚攝理」，可解釋為神的指導，安排、保護、維持等事。該教會的信徒認定這就是「神的正統歷史」、「神所動工」的教會。
在南韓，該團體最早於1980年代使用「愛天宣教會」，於1999年10月之前使用「東西基督教聯合」，之後改用「基督教福音宣教會」。而其他的名稱還有「世界青年大學生MS聯盟」。在台灣目前稱為「基督教福音宣教會」，即以前的「中華基督教新時代青年會」和「二十一世紀文化交流協會」，在馬來西亞為「國際文化交流協會」（International Cultural Interchange Association，ICIA）。世界各地聯合舉辦的活動則是以「文化與和平全球協會」（Global Association of Culture and Peace，GACP）的名義舉辦。

## 教義
正確地按聖經中的教導，確實做好各項主再臨的屬靈預備；以水與聖靈重生，領受聖靈讓人屬靈生命變化更新，以及徹底悔改罪，憑藉純全的心情、行為與愛來迎接主！
為了讓人容易理解，而清楚的將聖經中最核心以及最符合現代人所需要的內容，基督教福音宣教會系統性地整理文字與圖表成為三十個論來說明。目前基督教福音宣教會會在「見面與對話」網站中，每週公開由鄭明析牧師講道的內容。
由於其教理主張之內容與基督教主流教派不盡相同，例如新約舊約外的「成約」為基督教主流教派完全沒有的主張、特別重視鄭明析的特殊屬靈地位、以及其他教義上面的主張（如「空中提升論」、「耶穌復活」、「基督以靈再臨」等核心教義）皆與基督教主流教派相左，而被多個韓國基督教主要宗派（包括大韓耶穌教長老會總會（統合）、大韓耶穌教長老會總會（高神）、基督教大韓聖潔教會總會、韓國基督教總聯合會）指責為基督教異端教派。

### 自然聖殿
基督教福音宣教會的聖地位於韓國忠清南道錦山郡珍山面石幕里月明洞，是鄭明析的家鄉，鄭明析與其教徒自1989年起一起建造神的自然聖殿，由教會在這裡買下部分的土地，用石頭造景並種植相當多的松樹，建立開放性且能直接透過大自然感受神的聖殿，在這邊讓人在此禱告、休憩、舉辦活動，鄭明析對此說：「原本毫不起眼的我的人生，因為遇見神而改變了，廉價的故鄉土地也變成價值非凡的聖殿，如此一般，期盼所有人都能同樣產生變化而獲得成功。」

## 歷史
教會的教主鄭明析（韓語：정명석），於1945年2月17日在朝鮮全羅北道錦山郡的月明洞出生（今屬韓國忠清南道），在家中的七名子女中排行第三，鄭明析原名為「鄭明錫」，因幼年時曾罹重病，所以母親取名為明錫，意為命長。據教會官方資料指稱，他童年常常到山中禱告、默想，並接受以靈再臨的主耶穌親自的栽培教育，如此渡過了二十年的歲月。他兩度派至越南參與越南戰爭，隸屬於被成為「白馬部隊」的第9步兵師。鄭明析在30歲時接觸統一教，並做過統一教講師，於1980年左右脫離統一教。
1981年3月，鄭明析從首爾新村開始進行宣教活動，針對頂尖大學並利用社團吸收學生加入。1999年正式成立基督教福音宣教會。基督教福音宣教會在韓國最高設有二百四十多所分支教會，且幾乎在各大學都設有社團組織。
1999年1月，韓國首爾放送連續兩天的新聞報導鄭明析性侵女教徒事件，開啟媒體對該教派內發生性侵事件的關注，首爾放送的專題報導節目對該事件進行更深入的研究，並於同年3月播放。鄭明析在事件爆發後離開南韓，而鄭明析被指控涉及性侵多位女教徒，由女教徒檢舉並提起訴訟。1999年7月，首爾放送在香港發現鄭明析，鄭明析面對攝影機否認自己的身份並拒絕接受採訪，首爾放送在同年12月播出第三次專題報導。

### 鄭明析逃亡
鄭明析在2001年2月短暫返回南韓接受偵訊，但在得知將被逮捕起訴後於同年3月逃離韓國轉往台灣，至同年4月離開台灣，而鄭明析在台灣性侵教徒的事件於2001年底爆發，據傳有許多來自國立政治大學的女學生受害。鄭明析於2001年6月30日遭韓國警方通緝，隨後也被台灣、日本、香港等多個亞洲國家或地區通緝
2003年7月1日，韓國國際刑警向香港國際刑警要求引渡鄭明析，香港入境事務處於7月9日逮捕鄭明析，同年7月12日，鄭明析以10萬元美金交保候傳，香港入境事務處於7月底同意遣返鄭明析，但是鄭明析卻未依照交保條件出現，證實棄保潛逃。由於護照在交保時已經被扣押，因此鄭明析偷渡至中國大陸，鄭明析於2004年12月被國際刑警組織列入紅色通緝名單。
基督教福音宣教會後來控告首爾放送所做的系列報導偏頗，首爾中央地方法院於2005年8月2日在和解勸告決定中裁定首爾放送播放報導內容之全部不得予以重播以及散佈，或提供予第三者。若部分引用則不得使用含有資料提供者之低俗表達與行動之畫面暨其內容；並應在播報前48小時前通知基督教福音宣教會，往後報導不得依據直接或間接之資料提供製作，以及應保留百分之五的播報時間報導教會的說法，若首爾放送違反上述裁定內容則每次須賠償基督教福音宣教會三千萬韓元。
2006年8月7日，日本有律師團出面協助女性受害者召開記者會，控訴鄭明析性侵，指控教會舉行選美活動尋找可愛的女孩，鄭明析常以檢查乳癌等為藉口對女信徒進行性侵，也有日本女教徒是到韓國時，突然被帶到鄭明析的飯店房間遭到性侵，還有女教徒因而墮胎或患性病。。後來日本警方於2007年1月18日搜查於千葉縣的攝理教會據點。
2006年4月初，有韓國女教徒中國大陸遼寧省面見鄭明析，在遭到性侵後逃回韓國召開記者會。韓國政府因此得知鄭明析的行蹤，於11月30日正式向中華人民共和國政府提出引渡要求。
2007年5月1日在北京遭到中國公安逮捕，中華人民共和國國務院於2008年1月7日宣布將引渡他至韓國受審。鄭明析於同年2月20日從中國大陸大連市被遣送回韓國，抵達機場後隨即被帶往首爾中央地方檢察廳接受包括侵占、詐欺、和強姦婦女等九項控訴的罪嫌偵訊。2月23日中央地檢署宣布正式逮捕鄭，經過首爾高等法院審判後鄭明析發監入獄服刑十年。鄭明析被捕後，教會事務由鄭祖恩（韓語：정조은）繼續營運。
韓國的受害婦女提起的民事訴訟歷時7年多，在2008年1月10日經韓國最高法院宣判勝訴，鄭明析須向兩名日籍與韓籍受害婦女賠償共6千萬韓元的賠償金。台灣方面，鄭明析仍被通緝至2027年。

### 2009年鄭明析入獄後
鄭明析被宣告十年宣判後，基督教福音宣教會的聚會內容，由鄭明析在獄中以書信寄送的方式，將主日禮拜、週三禮拜、每日晨更話語與啟示話語交由負責人整理後，由全世界基督教福音宣教會的牧師宣達。鄭明析性侵女教友的案件性侵兩度在韓國最高法院三審定讞，包括日籍被害人與韓籍被害人對鄭明析所提的民事賠償案，與鄭明析在中國大陸、香港和馬來西亞侵犯的韓國籍女教徒。2010年開始出現認為鄭明析的相關判決錯誤，並且要求重新審判的呼聲。
2012年初，韓國《現代宗教月刊》與報紙媒體發佈一位基督教福音宣教會牧師所揭露的的影片截圖檔案與文字報導，標題為「從女學生到女牧師，都是那位的女人」，宣稱基督教已經進入“成約新婦時代”的攝理教會內，鄭明析與女弟子之間不為人知之神秘生活於性侵害案件審判結束後正式曝光。
2012年3月23日，韓國CBS電視台於晚間新聞專題報導中，播放由反攝理教組織「JMS被害補償對策協議會」（被對協）包含鄭明析與女教徒於逃亡期間舉辦的內衣聖誕晚會之影片，以及女教徒裸體舔舐鄭氏鄭明析或共同裸體沐浴之影像。。韓國《現代宗教月刊》三月號以及時事報導《雜誌IN》三月號，也先後披露鄭明析與基督教福音宣教會高層教唆閔姓男子攻擊反攝理教會團體「被對協」，包含攻擊會長金度亨及其父親等暴力行為。
閔姓男子在2012年3月28日由反攝理教組織主動召開全國性記者會發表「自白投案聲明稿」之後，立即被韓國警方正式收押進行調查/CTS/C-Channel-News反攝理教組織以此舉揭發攝理教會內部真相，並對鄭明析與多位基督教福音宣教會高層牧師提出控告，但相關告訴於2012年11月裁定不起訴處分。
鄭明析於2018年刑滿出獄後，鄭明析仍然繼續對女教徒實施性犯罪行為，被來自香港的叶萱及一名澳洲女子公開舉報。鄭明析於2022年10月再度被韓國警方逮捕。韓國警方於2022年12月收到兩名20多歲女性的「被鄭明析強姦和性騷擾」的起訴書，2023年1月26日又收到另一位20多歲女性由律師提交的起訴書，內容為從2018年開始，鄭明析長期在忠南錦山郡教會設施等地多次進行性暴力，警方表示三件起訴書會一同調查。

## 在其他地區發展

### 日本
基督教福音宣教會在日本稱為「攝理」，有神引導歷史之意，教會在1990年代由韓國傳入日本後，開始定期舉行禮拜。2001年在日本正式成立志工服務團隊，以耶穌基督愛鄰舍的精神，進行家庭、醫療及各樣社會服務，例如自殺防範宣導、免費義診、環境維護淨灘活動，先後獲得各種獎項。

### 台灣
攝理教會最早於1988年開始在臺灣傳教，並於1993年於內政部正式登記成立為「中華基督教新時代青年會」(Providence Church)。繼而成立「高雄市基督教聖山青年協會」、「中華基督教真光青年會」、「中華基督教晨光青年會」等會。
1997年10月，一封匿名電子郵件以標題《可怕又淫亂的教會就在你身邊！！！》由國立政治大學內的BBS發出，指稱鄭明析以及教會牧師申聖秀在該大學附近的攝理教會內有女教徒洗鴛鴦浴等情事該匿名信雖然隨後刪除，但是台灣各大學BBS站皆有自動相互轉信之設置，該信函迅速在各大學間轉發。
1998年3月，攝理教木新教會有一名國立政治大學的女學生在校園內企圖輕生再次引發社會對攝理教會的討論。同年4月23日，由政治大學教職員組成的基督教組織「鹽光團契」發表聯合聲明，提出六點基督教的基本信仰，提供學生辨別。政治大學校園報紙《大學報》報導，指稱“曾有政大受害學生向學生事務長陳皎眉及心理學系講師錢玉芬反映”，而另一方攝理教會傳道師馬鈞怡以及指導老師俄國語文學系副教授馬邊野則出面否認。

#### 攝理教會反擊
面對媒體和網路輿論的批評，攝理教會開始反擊。第一方面正名化，第二方面以公文函澄清校園性侵害事件，第三方面對將三捲錄音帶給予多家媒體的教徒王文益和在網路上批評的陳姓教徒採取法律行動，第四方面對報導媒體提出告訴。
在正名化的部分，攝理教會澄清該教會自始至終都是以「中華基督教新時代青年會」運作，而不是如媒體所稱要避人耳目後來才改名。去函政府單位後，中華民國教育部於2005年回函，澄清查尚無接獲通報媒體所載的攝理教校園性侵事實。然而，攝理教方面後來在控告蘋果日報時，據此宣稱無性侵事件，但遭台北地方法院和台灣高等法院駁回。高等法院法官於判決書中明諭「受害事實是否真實發生，與受害事實是否經相關單位通報教育部，係屬二事」。在法律行動部份，鄭明析委託友人於基隆地方法院自訴前教徒王文益誹謗，基隆地方法院判決結果，指王文益未經查證便依照內容指稱「鄭明析性侵大學女教友」構成誹謗行為，判處拘役30天，緩刑2年。陳姓教徒則是對鄭明析和攝理教會於2017年8月18日登報道歉。
攝理教會也控告TVBS電視台、東森電視、中天電視、三立電視和蘋果日報共五家媒體，在法院審理後皆因提告無理而遭到駁回。
在鄭明析被捕後，在臺灣的攝理教會分會開始獨立發展。新竹分會的負責人孔玟植於2001年將教會改名後繼續發展，並創立多個社團來打進校園。孔玟植於2010年9月起涉嫌性侵兩名教會女志工，其中一名只有15歲，時間長達兩年。2013年3月，檢方依妨害性自主罪嫌起訴孔玟植，求處15年徒刑，上訴至高等法院後遭判有期徒刑17年。
台灣的攝理教會後來為了跟韓國母會繼續聯合，於2013年8月另行成立台灣福音宣教會（CGM,Taiwan）繼續運作，約有四千人加入，共成立近30個攝理教會及福音站。

### 美國
美國第一個攝理教會是1989年從洛杉磯開始的，並擴散至其他重要城市，共約有300名教徒。他們的名稱可能使用「晨星教會」（Morning Star Church）、「美國攝理」（American Providence），或是利用「文化與和平全球協會」（Global Association of Culture and Peace，GACP）、「美國和平模特」（Peace Model USA）、「攝理異象計劃」（Providence Vision Project）等名稱掩護。

### 加拿大
在卑詩省素里有一間攝理教會。

### 英國
在英國倫敦有一間攝理教會稱作「應許教會」（Promise Church或是Yak-Sok Church）。